# Tuzla Saltminers 2021
Questa voce raccoglie le informazioni riguardanti i Tuzla Saltminers nelle competizioni ufficiali della stagione 2021.

## Bosnian-Herzegovinian Football League 2021

### Stagione regolare
| Tuzla 9 maggio 2021, ore 13:00 | Tuzla Saltminers | 34 – 26 | Banja Luka Rebels | Teren Kasarna |

| 23 maggio 2021 | Tuzla Saltminers | - – - (annullata) | Zagreb Patriots |  |

| 6 giugno 2021 | Sarajevo Spartans | 40 – 12 | Tuzla Saltminers |  |

### Playoff
| Sarajevo 20 giugno 2021, ore 15:00 | Sarajevo Spartans | 20 – 14 | Tuzla Saltminers | Stadio Asim Ferhatović Hase |

## Statistiche di squadra
| Competizione | %Vittorie | In casa | In casa | In casa | In casa | In casa | In casa | In trasferta | In trasferta | In trasferta | In trasferta | In trasferta | In trasferta | Totale | Totale | Totale | Totale | Totale | Totale |
| Competizione | %Vittorie | G       | V       | N       | P       | Pf      | Ps      | G            | V            | N            | P            | Pf           | Ps           | G      | V      | N      | P      | Pf     | Ps     |
| ------------ | --------- | ------- | ------- | ------- | ------- | ------- | ------- | ------------ | ------------ | ------------ | ------------ | ------------ | ------------ | ------ | ------ | ------ | ------ | ------ | ------ |
| Campionato   | .500      | 1       | 1       | 0       | 0       | 34      | 26      | 1            | 0            | 0            | 1            | 12           | 40           | 2      | 1      | 0      | 1      | 46     | 66     |
| Playoff      | .000      | 0       | 0       | 0       | 0       | 0       | 0       | 1            | 0            | 0            | 1            | 14           | 20           | 1      | 0      | 0      | 1      | 14     | 20     |
| Totale       | .333      | 1       | 1       | 0       | 0       | 34      | 26      | 2            | 0            | 0            | 2            | 26           | 60           | 3      | 1      | 0      | 2      | 60     | 86     |